# Hermann Trebelius
Hermann Trebelius (* um 1475 in Eisenach oder Nazza; † nach 1515 in Frankfurt (Oder)) war ein deutscher Dichter und Buchdrucker. Sein so genanntes Pestgedicht aus dem Jahr 1506 gilt als erstes Druckerzeugnis aus Eisenach.

## Leben
Trebelius' Vater Johann Syrwynt war wahrscheinlich Ratsmann von Eisenach. Erst nach 1500 nahm die Familie den Namen Trebelius an. Ab 1500 besuchte Hermann Trebelius die Universität Erfurt und kam dort in Kontakt mit Nicolaus Marschalk. Vermutlich als Druckergehilfe ging Trebelius 1502 mit Marschalk nach Wittenberg, wo sie gemeinsam eine Druckerei betrieben. An der Universität Wittenberg lehrte Trebelius u. a. Griechisch. Nachdem Marschalk 1504 Wittenberg verlassen hatte, geriet Trebelius in Streit mit dem Humanisten Georg Sibutus. Nachdem wegen der Pest im Jahr 1506 die Universität nach Herzberg an der Elster verlegt worden war, ging Trebelius nach Eisenach. Dort fiel sein Sohn Elias der Pest zum Opfer, woraufhin er die Elegie Hecatostichon Elegiacum de Peste Isenachensi verfasste und druckte. Das Werk wird auch als „Pestgedicht“ bezeichnet. Ende 1506 übergab er seine Druckerei an Wolfgang Stürmer.
Bei einem Festakt in Wittenberg verlieh ihm Friedrich der Weise 1507 auf Empfehlung von Mutianus Rufus den Dichterlorbeer. Nach seiner Rückkehr nach Eisenach lehrte er an der Eisenacher Lateinschule. Nach Anfeindungen ging er 1508 über Gotha nach Frankfurt/Oder, um dort Poetik zu lehren und weiter Jura zu studieren. Nach anfänglichen Problemen mit dem Kanzler der Universität, dem Bischof Dietrich von Bülow, konnte er wie auch Ulrich von Hutten und Johannes Aesticampianus Eitelwolf von Stein als Gönner gewinnen. Ab ca. 1514 soll Trebelius in Frankfurt/Oder Zivilrecht gelehrt haben. Er starb nach 1515.

## Wirken
Bereits während seiner Wittenberger Zeit druckte er zahlreiche literarische Werke, die er jedoch nicht mit Datumsangaben versah. Einzig seine Ausgabe der Sermones extraordinarii von Petrus von Ravenna trägt den Vermerk, 1505 in Wittenberg von Trebelius gedruckt worden zu sein. Sein 1506 in Eisenach gedrucktes „Pestgedicht“ Hecatostichon Elegiacum de Peste Isenachensi war das erste überhaupt in Eisenach erzeugte Druckwerk und sollte über 100 Jahre auch das einzige bleiben. Nach dem Verkauf der Druckerei widmete sich Trebelius neben seiner Lehrtätigkeit der Dichtkunst. Es erschienen einige Gedichtsammlungen, z. B. 1509 Epigrammaton et carminum liber primus.
Um 1511 verfasste er die verloren gegangene antijüdische Schrift Pirae Marchiticae de perfidia Judaeorum Berlini crematorum über den Berliner Judenprozess, die bei Johann Hanau gedruckt wurde.